# Đàn ông đến từ sao Hỏa, đàn bà đến từ sao Kim
Đàn ông đến từ sao Hỏa, đàn bà đến từ sao Kim (tiếng Anh: Men Are from Mars, Women Are from Venus) (1992) là một cuốn sách được viết bởi tác giả người Mỹ và cố vấn mối quan hệ John Gray, sau khi ông đã đạt được bằng cấp về thiền định và tham gia một khóa học về tâm lý học. Cuốn sách nói rằng hầu hết các vấn đề về mối quan hệ phổ biến giữa nam và nữ là kết quả của sự khác biệt tâm lý cơ bản giữa hai giới, mà tác giả đã minh họa bằng phép ẩn dụ cùng tên của nó: rằng đàn ông và phụ nữ đến từ các hành tinh khác nhau - nam từ sao Hỏa và nữ từ sao Kim. Mặc dù mỗi giới tính đều thích nghi với xã hội và phong tục của hành tinh mình, nhưng không quen thuộc với hành tinh kia. Một ví dụ là khiếu nại của đàn ông rằng nếu họ đưa ra giải pháp cho các vấn đề mà phụ nữ đưa ra trong cuộc trò chuyện, phụ nữ không nhất thiết phải quan tâm đến việc giải quyết những vấn đề đó, mà chủ yếu muốn tâm sự về chúng. Cuốn sách khẳng định mỗi giới tính có thể được hiểu theo những cách riêng biệt từng giới tính phản ứng với những tình huống căng thẳng.
Cuốn sách đã bán được hơn 15 triệu bản và theo báo cáo của CNN, đó là "tác phẩm phi hư cấu được xếp hạng cao nhất trong thập niên 1990, chiếm 121 tuần trong danh sách tác phẩm bán chạy nhất.  Cuốn sách và phép ẩn dụ trung tâm của nó đã trở thành một phần của văn hóa phổ biến và là nền tảng cho các cuốn sách, bản ghi âm, hội thảo, kỳ nghỉ chủ đề, chương trình truyền hình một người, phim sitcom truyền hình, video tập luyện, một podcast, dòng trang phục nam và nữ, nước hoa, hướng dẫn du lịch và nước sốt salad.

## Tóm lược
Gray viết cách mỗi người đàn ông và phụ nữ theo dõi số lượng cho và nhận trong các mối quan hệ.  Nếu sự cân bằng thay đổi, một người cảm thấy họ đã cho đi nhiều hơn họ đã nhận được, thì sự oán giận có thể phát triển.  Đây là thời điểm chỉ có giao tiếp mới có thể giúp đưa mối quan hệ trở lại cân bằng.
Gray khẳng định thêm rằng đàn ông và phụ nữ xem việc cho và nhận tình yêu khác nhau, cách các hành động cá nhân có ý định như biểu hiện yêu thương được "nâng cao". Theo Gray, phụ nữ và đàn ông thường ngạc nhiên khi thấy đối tác của mình "giữ điểm", hoặc phương pháp tính điểm của họ rất khác nhau.
Ông nói rằng phụ nữ sử dụng một hệ thống điểm mà ít người đàn ông nhận thức được. Mỗi hành động cá nhân của tình yêu được một điểm, bất kể cường độ. Mặt khác, đàn ông coi những hành vi nhỏ, hoặc những khoản chi tiêu nhỏ được ít điểm hơn. Các khối điểm lớn hơn (20, 30, 40 điểm, v.v.) dành cho những gì họ cho là chi tiêu lớn hơn. Đối với một người phụ nữ, hành động tình cảm được cung cấp bởi sự quan tâm chân thành không thể tách rời khỏi hành động. Nhận thức khác nhau về chi tiêu có thể dẫn đến xung đột khi người đàn ông nghĩ rằng công việc của anh ta đã giúp anh ấy kiếm được 20 điểm và xứng đáng được công nhận tương ứng, trong khi người phụ nữ chỉ cho anh ta 1 điểm và công nhận anh ta theo số điểm đó. Người đàn ông có xu hướng nghĩ rằng anh ta có thể làm một điều lớn lao cho phụ nữ (ghi 50 điểm) và không làm gì khác, cho rằng anh ta đã "có dư" điểm và có thể đủ khả năng để "nghỉ ngơi". Người phụ nữ nên hài lòng với hiệu suất của anh ta và ghi nhận công sức của anh ấy. Thay vào đó, người phụ nữ thà được người đàn ông làm nhiều việc nhỏ cho cô ấy một cách thường xuyên, bởi vì phụ nữ thích nghĩ rằng người đàn ông của họ đang nghĩ về họ và chăm sóc họ liên tục hơn. Gray làm rõ hai nhận thức về "cho điểm" này gây ra xung đột như thế nào. Ông khuyến khích nói về những vấn đề này một cách cởi mở.
Một ý tưởng lớn khác được đưa ra trong cuốn sách của Gray liên quan đến sự khác biệt trong cách các giới tính phản ứng với căng thẳng. Gray tuyên bố khi khả năng chịu đựng của nam giới đối với các tình huống căng thẳng bị vượt ngưỡng, họ tạm thời rút lui, "rút vào hang", có thể nói như vậy. Thông thường, họ rút lui theo nghĩa đen: ví dụ, đi đến nhà để xe, hoặc dành thời gian với bạn bè. Trong "hang động" của mình, đàn ông (Gray viết) không nhất thiết phải tập trung vào vấn đề hiện có. Tuy nhiên, "thời gian hội ý" này cho phép họ tránh xa vấn đề và thư giãn, cho phép họ nhìn nhận lại vấn đề sau đó từ một viễn cảnh mới mẻ.
Gray cho rằng việc đàn ông rút lui là điều khó hiểu đối với phụ nữ từ trước đến nay. Khi phụ nữ trở nên căng thẳng quá mức, phản ứng tự nhiên của họ là nói chuyện với ai đó gần gũi về điều đó (ngay cả khi nói chuyện không cung cấp giải pháp cho vấn đề trước mắt). Điều này thiết lập một động lực tự nhiên nơi người đàn ông rút lui thì người phụ nữ cố gắng tiến đến gần gũi hơn, điều này trở thành nguồn xung đột chính giữa hai giới.
"Làn sóng" là một thuật ngữ mà Gray sử dụng để mô tả một biến đổi tự nhiên tập trung xung quanh khả năng của người phụ nữ để trao cho người khác. Ông viết khi phụ nữ cảm thấy tràn đầy tình yêu và năng lượng để cho người khác, làn sóng của họ ổn định. Khi cô ấy cho đi bản thân mình, nhưng không nhận lại được tình yêu và sự quan tâm đầy đủ, làn sóng của cô ấy trở nên mất cân bằng, rối loạn và cuối cùng sụp đổ. Sau đó, một người phụ nữ cần sự quan tâm, lắng nghe, thấu hiểu và trấn an những người xung quanh cũng như tự yêu bản thân mình. Gray giải thích rằng một khi phụ nữ được trẻ hóa bằng cách nhận được sự hỗ trợ cần thiết, làn sóng của cô có thể phục hồi và trỗi dậy một lần nữa, với tình yêu và năng lượng mới để trao tặng. Đàn ông, Gray tư vấn rằng nên ủng hộ chu kỳ tự nhiên này bằng cách không bị nó đe dọa hoặc nói với cô ấy lý do tại sao cô ấy không nên cảm nhận theo cách mà một người phụ nữ vẫn cảm nhận.

## Tiếp nhận

### Độ phổ biến
Cuốn sách đã bán được hơn 15 triệu bản  và theo báo cáo của CNN, đó là "tác phẩm phi hư cấu được xếp hạng cao nhất trong thập niên 1990".
Cuốn sách đã trở thành một mô hình phổ biến của các vấn đề trong các mối quan hệ dựa trên các xu hướng khác nhau ở mỗi giới và đã tạo ra các quảng cáo, bằng ghi âm và băng video, hội thảo cuối tuần, kỳ nghỉ theo chủ đề, chương trình truyền hình, một bộ phim truyền hình, và một đề xuất chủ đề phim với 20th Century Fox. Cuốn sách đã biến thành một chương trình sân khấu thành công ở Pháp vào năm 2006, nơi nó đã trình diễn được sáu năm ở Paris. Hiện tại có một phiên bản liên quan tiếng Anh của tour du lịch ở Anh.

### Phê bình
Cuốn sách đã bị chỉ trích vì đặt tâm lý con người vào những khuôn mẫu cố định.
Michael Kimmel, giáo sư xã hội học tại Đại học Stony Brook, đưa ra khẳng định rằng đàn ông và phụ nữ không khác nhau về cơ bản, trái với những gì Gray gợi ý trong cuốn sách của mình. Trong bài giảng năm 2008 của Kimmel tại Middlebury College ở Vermont, có tiêu đề "Sao Kim, Sao Hỏa hay Hành tinh Trái đất?  Phụ nữ và nam giới trong một thiên niên kỷ mới", Kimmel cho rằng sự khác biệt nhận thức giữa nam và nữ là cuối cùng một cấu trúc xã hội, và về mặt xã hội và chính trị, những người đàn ông và phụ nữ cùng muốn những điều giống nhau.
Năm 2002, tác giả Julia T. Wood đã xuất bản một cuốn sách phê phán đối với chân dung giới tính trong Đàn ông đến từ Sao Hỏa, Phụ nữ đến từ Sao Kim. Trong chương đầu tiên của cuốn sách 2003 Sự khác biệt thiết yếu, Simon Baron-Cohen so sánh với cuốn sách bán chạy nhất của Gray và nói: "quan điểm rằng đàn ông đến từ sao Hỏa và phụ nữ Venus cho thấy sự khác biệt giữa hai giới là quá cực đoan. Hai giới là khác nhau, nhưng không quá khác nhau mà chúng ta không thể hiểu nhau."  Năm 2004 Erina MacGeorge, một giáo sư truyền thông của Đại học Purdue, nói rằng dựa trên nghiên cứu cô tiến hành sử dụng bảng câu hỏi và phỏng vấn, nam và nữ không quá khác biệt và "cuốn sách như Đàn ông đến từ sao Hỏa và phụ nữ đến từ sao Kim của John Gray và Bạn chỉ không hiểu được của Deborah Tannen nói với đàn ông rằng nam tính có nghĩa là gạt bỏ cảm xúc và xem nhẹ vấn đề.  Đó không phải là điều mà hầu hết đàn ông làm, và nó không tốt cho cả nam hay nữ." 
Một nghiên cứu của Bobbi Carothers và Harry Reis liên quan đến hơn 13.000 cá nhân  cho rằng đàn ông và phụ nữ nói chung không thuộc các nhóm khác nhau. "Do đó, trái với những khẳng định của các tựa sách tâm lý học phổ biến như Đàn ông đến từ Sao Hỏa, Phụ nữ đến từ Sao Kim, thật không đúng khi đàn ông và phụ nữ nghĩ về mối quan hệ của họ theo những cách khác nhau về chất." 